# 瓦夫尔地区格里莫库尔
瓦夫尔地区格里莫库尔（法語：Grimaucourt-en-Woëvre，法語發音：[ɡʁimokuʁ ɑ̃ wavʁ]）是法国默兹省的一个市镇，位于该省东部偏北，属于凡尔登区。

## 地理
瓦夫尔地区格里莫库尔（49°10'26"N, 5°33'22"E）面积5.69 平方千米，位于法国大東部大區默兹省，该省份为法国西北部内陆省份，北与比利时接壤，西接马恩省和阿登省，南至上马恩省和孚日省，东临默尔特-摩泽尔省。
与瓦夫尔地区格里莫库尔接壤的市镇（或旧市镇、城区）包括：瓦特龙维尔、布朗泽、沙蒂永苏莱科特、瓦夫尔地区埃梅维尔、马讷勒、莫朗维尔、瓦夫尔城。

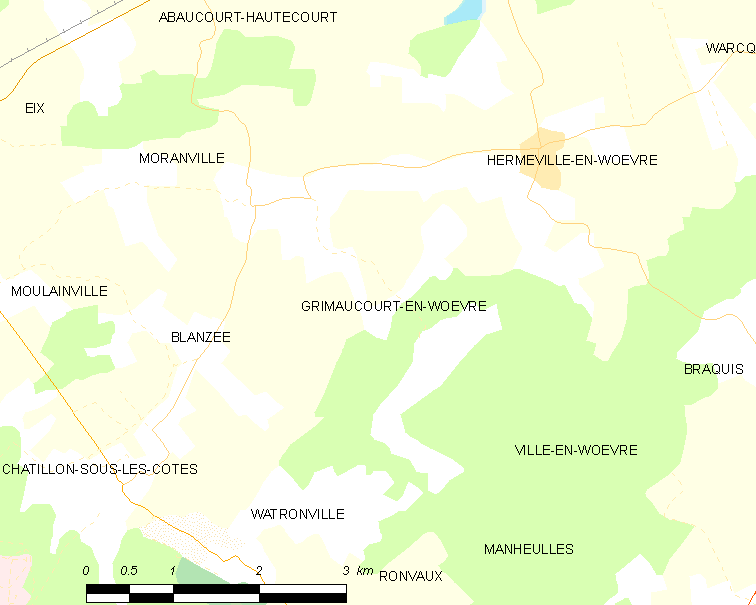
瓦夫尔地区格里莫库尔的OSM定位图

瓦夫尔地区格里莫库尔的时区为UTC+01:00、UTC+02:00（夏令时）。

## 行政
瓦夫尔地区格里莫库尔的邮政编码为55400，INSEE市镇编码为55219。

## 政治
瓦夫尔地区格里莫库尔所属的省级选区为默兹河畔贝尔维尔县。

## 人口

1962-2008年间瓦夫尔地区格里莫库尔人口变化图示

瓦夫尔地区格里莫库尔于2022年1月1日时的人口数量为97人。